# День пам'яті (фільм)
«День пам'яті» (англ. Memorial Day) — фільм режисера Семюеля Фішера, що вийшов на екрани 2012 року.

## Сюжет
Під час гри в хованки маленький Кайл знайшов скриню свого дідуся Бада, в якій зберігалися речі, що залишилися в пам'ять про війну. Бабуся порадила не показувати дідові знахідку, тому що лежать в скрині речі тільки роз'ятрити старі рани і засмутять старого. Але, незважаючи на її заборони, Кайл все ж вирішив показати скриню власнику. Спочатку дідусь Бад не хотів відкривати ящик, але онукові вдалося умовити його на невелику послугу на честь Дня поминання: він вибере будь-які три предмета з шкатулки, а Бад розповість три історії про війну.

## У ролях
| Актор                    | Роль |
| ------------------------ | ---- |
| Джонатан Беннетт         | -    |
| Джеймс Кромвелл          | -    |
| Джон Кромвелл            | -    |
| Джексон Бонд             | -    |
| Мері Кей Фортье-Спелдінг | -    |
| Емілі Фраденбург         | -    |
| Чарльз Хаббелл           | -    |
| Корбі Келлі              | -    |
| Кріс ЛеФівер             | -    |
| Люк Шуцле                | -    |

## Знімальна група
- Режисер — Семюел Фішер
- Сценарист — Марк Конклін, історія
- Продюсер — Крейг Крістайнсен, Семюел Фішер, Kyle O'Malley
- Композитор — Пол Хартвіг